# Betty Williams
Betty Williams (født 22. maj 1943, død 17. marts 2020) var en nordirsk fredsforkæmper. Sammen med Mairead Corrigan og Ciaran McKeown grundlagde hun Kvinder for Fred (Women for Peace), senere ændret til Fællesskab for Fred Folk (Community for Peace People), en organisation dedikeret til opmuntring til en fredelig løsning på konflikten i Nordirland.
Hun blev tildelt Nobels fredspris for 1976 sammen med Mairead Corrigan for dette arbejde.